# Pedra dels Evangelis
La Pedra dels Evangelis és una muntanya de 654 metres que es troba entre els municipis de Santa Coloma de Farners i de Sant Hilari Sacalm, a la comarca de la Selva.
La Pedra dels Evangelis que dona nom al cim és una fita natural d'un metre i mig d'alçada que té gravades les sigles ML+MA inscrites a la cara plana. Per algunes fonts, són les inicials dels propietaris de les finques fitava la pedra, que també fitava els límits entre les parròquies de Sant Miquel de Cladells i Santa Margarida de Valors (ara incorporades a les Santa Coloma de Farners i a Sant Hilari Sacalm) i, per tant, entre els bisbats de Girona i de Vic.
Té molt bona vista sobre la vall de Valors i el sector de Sant Hilari.